# Кім Де Чжун
Кім Де Чжун або Кім Теджун (кор. 김대중, 金大中, Gim Dae(-)jung, Kim Taejung; 6 січня 1924 — 18 серпня 2009) — корейський політик, восьмий президент Республіки Корея, лідер партії «Національний конгрес нової політики».
Лауреат Нобелівської премії миру, лауреат премії пам'яті професора Торолфа Рафто (2000), вважався ключовою фігурою в справі демократизації Південної Кореї. За віросповіданням католик.

## Життєпис
Народився 1925 року в Мокпхо у фермерській родині. 1953 закінчив університет Конгук, 1967 — магістратуру за фахом менеджмент при університеті Кенхи в Сеулі.
Політичну діяльність розпочав 1954 року, а 1960 був обраний депутатом Національних зборів. 1971 року був кандидатом на пост президента від Нової демократичної партії.
1973 року Кіма було засуджено до тюремного ув'язнення за «порушення виборчого закону» (антиурядову діяльність), вийшов з в'язниці 1978. За два роки його знову заарештували та засудили до страти за звинуваченнями в організації антиурядової та підривної діяльності. Але смертний вирок було замінено на довічне ув'язнення.
1982 року вийшов на волю й отримав дозвіл на виїзд до США. В лютому 1985 року повернувся до Кореї, де очолив боротьбу проти режиму Чон Ду Хвана.
1987 та 1992 року балотувався на пост президента, але програв.
18 грудня 1997 року здобув перемогу на президентських виборах. На момент його приходу до влади країна перебувала в економічній кризі. За допомогою кредитів міжнародних організацій йому вдалося швидко подолати фінансову кризу, після чого економіка країни знов пішла на підйом. Він оголосив війну корупції та розпочав економічні реформи. Різко пом'якшив політику відносно КНДР.
У червні 2000 року у Пхеньяні відбулася зустріч Кім Де Чжуна з північнокорейським керівником Кім Чен Іром, за підсумками якої було підписано угоду про примирення й економічне співробітництво.
У лютому 2003 року Кім Де Чжун залишив посаду президента в зв'язку з закінченням терміну повноважень.
У жовтні 2000 року президент Південної Кореї став лавреатом Нобелівської премії миру за діяльність на захист демократії та прав людини в Південній Кореї та Східній Азії, а також на благо миру і згоди з Північною Кореєю.
Вранці 18 серпня 2009 року стан Кім Де Чжуна, що перебував у лікарні університету Енсе в Сеулі, погіршився, а в 13:43 за місцевим часом було офіційно зафіксовано смерть через зупинку серця.